# Trisetella tenuissima
Trisetella tenuissima là một loài thực vật có hoa trong họ Lan. Loài này được (C.Schweinf.) Luer miêu tả khoa học đầu tiên năm 1980.